# Attagenus aurofasciatus
Attagenus aurofasciatus – gatunek chrząszcza z rodziny skórnikowatych i podrodziny Attageninae.
Gatunek ten opisany został po raz pierwszy w 2005 roku przez Jiříego Hávę na łamach „ Veröffentlichungen Naturkundemuseum Erfut”. Jako lokalizację typową wskazano Namib-Naukluft Park w Namibii.
Chrząszcz o podługowato-owalnym, słabo wysklepionym ciele długości od 3,4 do 3,8 mm i szerokości od 1,7 do 1,8 mm. Głowa jest poprzeczna, zaopatrzona w oczy i przyoczko, drobno punktowana, porośnięta długimi włoskami barwy żółtej, z owłosieniem zagęszczonym na bródce.  Czarne czułki buduje 11 członów, z których trzy ostatnie tworzą buławkę o krótkim członie wierzchołkowym. Głaszczki są całe brązowe. Przedplecze jest poprzeczne, łukowato lekko ku przodowi zwężone, o zaokrąglonych kątach przednich i niemal łukowatych tylnych, drobno punktowane, porośnięte grubymi włoskami żółtymi i brązowymi, przy czym te ostatnie tworzą dużą plamę na dysku. Bardzo krótko, brązowo owłosiona tarczka ma trójkątny kształt i drobne punktowanie. Pokrywy są drobno punktowane; na czarnym, brązowo owłosionym tle mają dwie przepaski poprzeczne oraz parę kropek wierzchołkowych ubarwione pomarańczowo i owłosione pomarańczowożółto. Na śródpiersiu, zapiersiu wyrastają krótkie, żółte szczecinki. Odnóża są brązowe z żółtym owłosieniem. Długie, żółte szczecinki porastają sternity odwłoka.
Owad afrotropikalny, znany z Namibii i Południowej Afryki.